# Râul Vaman
Râul Vaman este un curs de apă, afluent al râului Bistricioara.